# タッチダウン (映画)
『タッチダウン』（Semi-Tough）は1977年のアメリカ合衆国の映画。アメリカンフットボールの世界を舞台とし、マイケル・リッチーが監督した。出演はバート・レイノルズなど。

## キャスト
※括弧内は日本語吹替（初回放送1983年11月5日 TBS『土曜映画』）
- ビリー：バート・レイノルズ（青野武）
- シェイク：クリス・クリストファーソン（津嘉山正種）
- バーバラ：ジル・クレイバーグ（藤田淑子）
- ビッグ・エド：ロバート・プレストン（上田敏也）
- フリードリッヒ：バート・コンビー（納谷六朗）
- プディン：ロジャー・E・モーズリー
- クララ：ロッテ・レーニャ
- フィリップ：リチャード・メイサー
- ドリーマー・テイタム：カール・ウェザース
- T・J・ランバート：ブライアン・デネヒー
- アイリーン：メアリー・ジョー・キャレット

## スタッフ
- 監督：マイケル・リッチー
- 製作：デヴィッド・メリック
- 原作：ダン・ジェンキンス
- 脚本：ウォルター・バーンスタイン
- 撮影：チャールズ・ロッシャー・Jr
- 音楽：ジェリー・フィールディング

日本語版
- 演出：伊達渉
- 翻訳：井場洋子
- 調整：堀内勉
- 効果：遠藤堯雄、桜井俊哉
- プロデューサー：安田孝夫
- 制作：東北新社、TBS